# Amphiglossus crenni
Amphiglossus crenni là một loài thằn lằn trong họ Scincidae. Loài này được Mocquard mô tả khoa học đầu tiên năm 1906.

## Hình ảnh

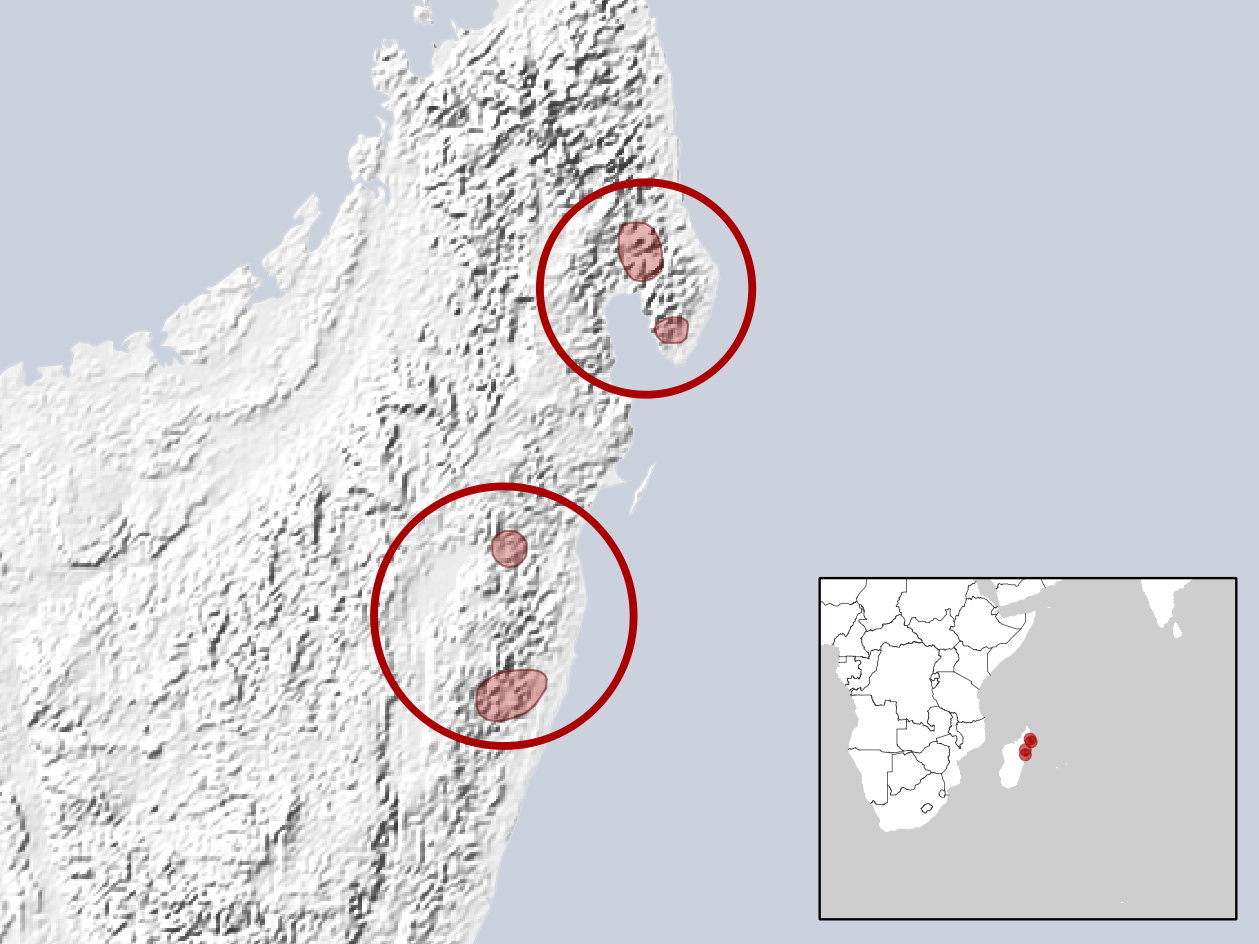